# TAG Heuer
TAG Heuer is een Zwitsers horlogeproducent en -merk. Het ontstond uit de overname van Heuer door Techniques d'Avant Garde in 1985. Het bedrijf Heuer is in 1860 opgericht door Edouard Heuer in St-Imier en is onderdeel van LVMH. Het merk is bekend om haar sportieve horloges van hoge kwaliteit, vaak voorzien van een chronograaf. Het uurwerk (oftewel het kaliber) van de meeste TAG Heuer horloges wordt geleverd door ETA, de grootste producent van uurwerken en horloge-onderdelen in Zwitserland.
In 1920, 1924 en 1928 was het merk de "official timekeeper" bij de Olympische Spelen. Tegenwoordig brengt het bedrijf horloges op de markt via samenwerking met beroemdheden uit de sport- en filmwereld, die een ambassadeursfunctie voor het merk vervullen. Zo verbonden onder anderen Ayrton Senna, Kimi Räikkönen, Tiger Woods, Brad Pitt en Uma Thurman zich aan TAG Heuer.

## Formule 1
Op 4 december 2015 maakte de fabrikant bekend dat het de "official timekeeper", "official watch" en "Team Performance Partner" van Red Bull Racing zou worden vanaf het seizoen 2016. De power unit (motor en hybride aandrijving) achter in de Red Bull-TAG Heuer RB12 (2016), RB13 (2017) en RB14 (2018), werd gemaakt door Renault maar droeg de naam TAG Heuer.